# Replje, Grabštanj
Replje (nemško Replach) je naselje v Občini Grabštanj v Okraju Celovec-dežela na Koroškem v Avstriji.